# Istituto nazionale per lo studio della congiuntura
L'Istituto nazionale per lo studio della congiuntura (spesso abbreviato in ISCO) è stato un ente pubblico italiano, con sede a Roma, che, utilizzando metodi statistici, analizzava l'andamento a breve periodo dell'economia nazionale con un gruppo di ricercatori legati alla Banca d'Italia.

## Storia
Sorto nel febbraio del 1955 come associazione di fatto e voluto da Ezio Vanoni, all'epoca ministro prima delle Finanze e poi del Bilancio, ebbe un primo riconoscimento giuridico con il decreto del Presidente della Repubblica n. 818 del 30 giugno 1958.
Successivamente, la legge n. 616 del 30 luglio 1959 gli attribuiva personalità giuridica di diritto pubblico, ponendolo sotto la sorveglianza del Ministero del bilancio.
Primo direttore generale fu Gastone Miconi; quando nel 1971 venne nominato direttore generale del Tesoro, l'incarico all'ISCO passò a Almerina Ipsevich, che lo tenne sino alla fine degli anni '90. Tra le pubblicazioni dell'Istituto, notevole era il periodico Congiuntura italiana: rassegna mensile edito dal 1967 al 1998.
Nel 1998, con il decreto del Presidente della Repubblica n. 374, insieme con l'Istituto di studi per la programmazione economica (ISPE), confluiva nel nuovo Istituto di studi e analisi economica (ISAE).